# 5750 Kandatai
Az 5750 Kandatai (ideiglenes jelöléssel 1991 GG1) a Naprendszer kisbolygóövében található aszteroida. Takahasi Acusi,  Vatanabe Kazuró fedezte fel 1991. április 11-én.